# Adeline Maria Gray
Adeline Maria Gray (Denver, Colorado, 1991. január 15. –) amerikai női szabadfogású birkózó. A 2019-es birkózó világbajnokságon aranyérmes lett 76 kg-ban. A 2018-as birkózó-világbajnokságon aranyérmet nyert 76 kg-os súlycsoportban, szabadfogásban. Ötszörös világbajnok női szabadfogású birkózó. A 2015-ös Pánamerikai Játékok aranyérmet szerzett 75 kg-os súlycsoportban. A Pánamerikai Bajnokságon 2018-ban aranyérmes, az Akadémiai Játékokon 2012-ben aranyérmes volt.

## Sportpályafutása
A 2018-as birkózó-világbajnokságon a 76 kg-osok súlycsoportjában a döntő során a török Yasemin Adar volt az ellenfele. A mérkőzést 13–1-re nyerte.
A 2019-es birkózó-világbajnokságon aranyérmet szerzett. Ellenfele a döntőben a japán Szuzuki Hiroe volt, akit 4-2-re legyőzött.